# Thần kinh sống cổ IV
Thần kinh sống cổ IV (C4) là dây thần kinh sống thuộc đoạn cổ của tủy sống. Thần kinh rời khỏi ống sống, thoát ra từ bờ trên đốt sống cổ IV (C4) hay bờ dưới đốt sống cổ III (C3).
Thần kinh cho các sợi đến thần kinh hoành vận động cho cơ hoành. Nó cũng cho các sợi vận động cho cơ:
- cơ dài đầu
- cơ dài cổ
- cơ bậc thang trước
- cơ bậc thang giữa
- cơ nâng vai

C4 cũng cho các nhánh cảm giác cho thần kinh dưới đòn, cảm giác vùng da trên xương đòn.